# Контакто
Конта́кто (эсп. «Kontakto»; в переводе — «контакт») — международный журнал на языке эсперанто, издаваемый Всемирной эсперанто-ассоциацией (UEA). Журнал был основан в 1963 году и в настоящее время распространяется и читается примерно в 90 странах мира. Журнал в основном публикует материалы на общественно-политические и культурные темы; особое внимание уделяется публикации материалов на «несложном» эсперанто, которые могут быть использованы для изучения эсперанто.

## Издание и распространение
Журнал формально считается одним из двух печатных органов Всемирной молодёжной организации эсперантистов (TEJO), однако фактически издается Всемирной эсперанто-ассоциацией. Редактор журнала избирается и утверждается комитетом TEJO по согласованию с генеральным директором UEA; в разное время его редакторами были многие выдающиеся эсперантисты, например, Хамфри Тонкин (США, он же был первым редактором журнала), Штефан Мауль (Германия), Роман Добжиньски (Польша), Ульрих Линс (Германия), Иштван Эртл (Венгрия) и др. В 2000-х годах в составе редакции и среди авторов доминировали русскоязычные эсперантисты: в 2002—2007 годах главным редактором журнала была Евгения Зверева-Амис (Украина, позже она эмигрировала в США), с лета 2007 по осень 2010 главным редактором журнала являлся Павел Можаев (Украина). Осенью 2010 года главным редактором журнала стал бразилец Роженер Павински. С лета 2021 года главным редактором является поляк Павел Фишер-Котовский.
Журнал печатается в Польше, оттуда же и рассылается по всему миру. Авторами статей являются эсперантисты из самых разных стран мира. Переводные материалы публикуются значительно реже тех, что оригинально написаны на эсперанто. Журнал можно выписать из любой точки мира через посредников Всемирной эсперанто-ассоциации. В год издаётся 6 номеров, стоимость годовой подписки колеблется в зависимости от страны в пределах 10—35 евро. Индивидуальные члены Всемирной молодёжной организации эсперантистов получают журнал автоматически. Кроме того, на официальном сайте UEA регулярно появляются pdf-версии свежих номеров. Слабовидящие могут получать аудиоверсию журнала.

## Тематика
Общая направленность журнала определена как общественно-культурная; регулярно публикуются статьи, пользующиеся интересом у молодёжи — увлечения, интернет, путешествия и др. Несмотря на то, что журнал публикуется на эсперанто, материалы о самом эсперанто (новости об эсперанто-мероприятиях, проблемные статьи о развитии эсперанто-сообщества и т. п.), публикуются не часто. Тем не менее, нередки материалы, посвящённые эсперанто-культуре (эсперанто-литературе, феномену владения эсперанто с рождения и т. п.); практически в каждом номере публикуются рецензии о новых эсперанто-книгах и компакт-дисках.
Особое внимание уделяется публикации материалов на «несложном эсперанто» (с использованием так называемых «простого» и «очень простого» словарных списков), которые могут использоваться на начальных этапах овладения эсперанто.